# Campeonato Centroamericano y del Caribe 1961
El Campeonato Centroamericano y del Caribe 1961 fue la décima y última edición del Campeonato Centroamericano y del Caribe de Fútbol, torneo más importante de la extinta Confederación de Centroamérica y el Caribe de Fútbol, CCCF. El torneo se desarrolló del 5 al 19 de marzo de 1961 en la capital costarricense (San José).
Esta fue la última edición del torneo debido a que en septiembre del mismo año, la CCCF se fusionaría con la Confederación de Norteamérica de Fútbol, NAFC para crear a la nueva Confederación de Norteamérica, Centroamérica y el Caribe de Fútbol, Concacaf, que posteriormente fundarían el Campeonato de Naciones de la Concacaf que inició en 1963. El campeón fue el anfitrión Costa Rica.

## Organización

### Sede
| San José                       |
| ------------------------------ |
| Estadio Nacional de Costa Rica |
| Capacidad: 17 000 espectadores |
|                                |

### Árbitros
- Antoine Moscova
- Alberto Tejada Burga
- Gilberto Reyes
- Juan José Corado
- Roberto Vásquez.

## Equipos participantes
| Equipos participantes | Equipos participantes | Equipos participantes | Equipos participantes | Equipos participantes |
| --------------------- | --------------------- | --------------------- | --------------------- | --------------------- |
| Antillas Neerlandesas | Costa Rica            | Cuba                  | Guatemala             | Haití                 |
| Honduras              | Nicaragua             | Panamá                | El Salvador           |                       |

## Resultados

### Primera ronda

#### Grupo A
| Equipo     | Pts. | PJ | PG | PE | PP | GF | GC | Dif |
| ---------- | ---- | -- | -- | -- | -- | -- | -- | --- |
| Costa Rica | 8    | 4  | 4  | 0  | 0  | 17 | 4  | 13  |
| Haití      | 6    | 4  | 3  | 0  | 1  | 8  | 6  | 2   |
| Guatemala  | 4    | 4  | 2  | 0  | 2  | 7  | 7  | 0   |
| Panamá     | 2    | 4  | 1  | 0  | 3  | 3  | 11 | -8  |
| Cuba       | 0    | 4  | 0  | 0  | 4  | 2  | 9  | -7  |

| 5 de marzo de 1961 | Costa Rica                              | 4:1 (3:0) | Cuba       | Estadio Nacional, San José                                |                                                           |
|                    | Rojas 3', 10' · Córdoba 39' · Ulloa 52' |           | García 75' | Asistencia: 8971 espectadores Árbitro(s): Antoine Moscova | Asistencia: 8971 espectadores Árbitro(s): Antoine Moscova |

| 6 de marzo de 1961                                             | Guatemala                      | 2:0 (1:0) | Panamá | Estadio Nacional, San José                               |                                                          |
|                                                                | Peña 35' · López Contreras 65' |           |        | Asistencia: 3292 espectadores Árbitro(s): Gilberto Reyes | Asistencia: 3292 espectadores Árbitro(s): Gilberto Reyes |
| Guillermo Gamboa salvó un penalti de Luis Carlos Ponce al 88'. |                                |           |        |                                                          |                                                          |

| 7 de marzo de 1961 | Haití                      | 2:1 (1:0) | Cuba       | Estadio Nacional, San José                               |                                                          |
|                    | Délices 25' · Delpeche 79' |           | García 69' | Asistencia: 1048 espectadores Árbitro(s): Gilberto Reyes | Asistencia: 1048 espectadores Árbitro(s): Gilberto Reyes |

| 8 de marzo de 1961 | Costa Rica                                                             | 6:1 (1:1) | Panamá      | Estadio Nacional, San José                                |                                                           |
|                    | Rojas 33' · Gobán 48' · Ulloa 66' (pen.), 82', 86' · Samuel 81' (a.g.) |           | Sánchez 35' | Asistencia: 5154 espectadores Árbitro(s): Antoine Moscova | Asistencia: 5154 espectadores Árbitro(s): Antoine Moscova |

| 9 de marzo de 1961 | Haití                        | 3:1 (1:1) | Guatemala | Estadio Nacional, San José                               |                                                          |
|                    | Délices 5' · Pierre 50', 83' |           | García 6' | Asistencia: 1334 espectadores Árbitro(s): Gilberto Reyes | Asistencia: 1334 espectadores Árbitro(s): Gilberto Reyes |

| 10 de marzo de 1961               | Panamá        | 1:0 (0:0) | Cuba | Estadio Nacional, San José                                |                                                           |
|                                   | Rodríguez 77' |           |      | Asistencia: 1027 espectadores Árbitro(s): Antoine Moscova | Asistencia: 1027 espectadores Árbitro(s): Antoine Moscova |
| Expulsado: Agustín Valdes al 80'. |               |           |      |                                                           |                                                           |

| 11 de marzo de 1961 | Costa Rica                        | 3:0 (3:0) | Haití | Estadio Nacional, San José                                      |                                                                 |
| | Grant 15' · Ulloa 18' · Rojas 31' |           |       | Asistencia: 14679 espectadores Árbitro(s): Alberto Tejada Burga | Asistencia: 14679 espectadores Árbitro(s): Alberto Tejada Burga |
| Expulsados: Raphaël Blaise, José Manuel Villalobos y George Délices al 82. El partido fue abandonado a los 83' cuando la selección haitiana se retiró tras presuntos malos tratos por policías que habían intervenido para restablecer el orden tras una reyerta entre jugadores de ambos bandos. El resultado (3-0) se mantuvo, Haití fue multado con 500 dólares por el comité disciplinario, y tanto Villalobos como Délices fueron descalificados de cualquier participación posterior en el torneo. |                                   |           |       |                                                                 |                                                                 |

| 12 de marzo de 1961 | Guatemala            | 2:0 (0:0) | Cuba | Estadio Nacional, San José                                     |                                                                |
|                     | Ewing 46' · Peña 77' |           |      | Asistencia: 1456 espectadores Árbitro(s): Alberto Tejada Burga | Asistencia: 1456 espectadores Árbitro(s): Alberto Tejada Burga |

| 13 de marzo de 1961 | Haití                | 3:1 (1:1) | Panamá       | Estadio Nacional, San José |                            |
|                     | Pierre 26', 61', 82' |           | Lombardo 24' | Árbitro(s): Gilberto Reyes | Árbitro(s): Gilberto Reyes |

| 14 de marzo de 1961                                                                                                 | Costa Rica                                         | 4:2 (3:2) | Guatemala                        | Estadio Nacional, San José                                      |                                                                 |
| | Ulloa 9' · Monge 14' · Rodríguez 43' · Jiménez 76' |           | López Contreras 29' · García 37' | Asistencia: 12100 espectadores Árbitro(s): Alberto Tejada Burga | Asistencia: 12100 espectadores Árbitro(s): Alberto Tejada Burga |
| Juan Ulloa falló un penalti a los 48 minutos y Mario Pérez detuvo un penalti de Rocael Castañeda a los 89' minutos. |                                                    |           |                                  |                                                                 |                                                                 |

#### Grupo B
| Equipo                | Pts. | PJ | PG | PE | PP | GF | GC | Dif |
| --------------------- | ---- | -- | -- | -- | -- | -- | -- | --- |
| El Salvador           | 5    | 3  | 2  | 1  | 0  | 11 | 2  | 9   |
| Honduras              | 4    | 3  | 2  | 0  | 1  | 10 | 3  | 7   |
| Antillas Neerlandesas | 3    | 3  | 1  | 1  | 1  | 4  | 5  | -1  |
| Nicaragua             | 0    | 3  | 0  | 0  | 3  | 3  | 18 | -15 |

| 6 de marzo de 1961                                                        | El Salvador | 0:0 | Antillas Neerlandesas | Estadio Nacional, San José                                |  |
|                                                                           |             |     |                       | Asistencia: 3292 espectadores Árbitro(s): Roberto Vásquez |  |
| Expulsados: Ruben Cathalina al 55', Benny Geerman y Alfredo Ruano al 75'. |             |     |                       |                                                           |  |

| 7 de marzo de 1961 | Honduras                                                      | 6:0 (1:0) | Nicaragua | Estadio Nacional, San José                                |                                                           |
|                    | Enamorado 43', 60', 77' · Leaky 49' · Taylor 55' · Flores 67' |           |           | Asistencia: 1048 espectadores Árbitro(s): Roberto Vásquez | Asistencia: 1048 espectadores Árbitro(s): Roberto Vásquez |

| 9 de marzo de 1961 | El Salvador                                                                                       | 10:2 (6:1) | Nicaragua                | Estadio Nacional, San José                                     |                                                                |
|                    | Ruano 5' (pen.) · Barraza 14', 15', 26', 80' · Cubas 30' · Monge 40', 52' · E. Hernández 69', 74' |            | Tamáriz 27' · Dávila 60' | Asistencia: 1334 espectadores Árbitro(s): Alberto Tejada Burga | Asistencia: 1334 espectadores Árbitro(s): Alberto Tejada Burga |

| 10 de marzo de 1961 | Honduras                                             | 4:2 (1:2) | Antillas Neerlandesas | Estadio Nacional, San José                                 |                                                            |
|                     | Pablo 3' (a.g.) · Suazo 69' · Flores 81' · Leaky 87' |           | Loran 11', 41'        | Asistencia: 1027 espectadores Árbitro(s): Juan José Corado | Asistencia: 1027 espectadores Árbitro(s): Juan José Corado |

| 12 de marzo de 1961 | El Salvador | 1:0 (0:0) | Honduras | Estadio Nacional, San José                                 |                                                            |
|                     | Barraza 3'  |           |          | Asistencia: 1456 espectadores Árbitro(s): Juan José Corado | Asistencia: 1456 espectadores Árbitro(s): Juan José Corado |

| 13 de marzo de 1961 | Antillas Neerlandesas | 2:1 (1:0) | Nicaragua   | Estadio Nacional, San José  |                             |
|                     | Loran 18', 65'        |           | Morales 55' | Árbitro(s): Roberto Vásquez | Árbitro(s): Roberto Vásquez |

### Segunda ronda
| Equipo      | Pts. | PJ | PG | PE | PP | GF | GC | Dif |
| ----------- | ---- | -- | -- | -- | -- | -- | -- | --- |
| Costa Rica  | 6    | 3  | 3  | 0  | 0  | 15 | 0  | 15  |
| El Salvador | 4    | 3  | 2  | 0  | 1  | 7  | 5  | 2   |
| Honduras    | 2    | 3  | 1  | 0  | 2  | 3  | 8  | -5  |
| Haití       | 0    | 3  | 0  | 0  | 3  | 0  | 12 | -12 |

| 15 de marzo de 1961 | Costa Rica                        | 3:0 (0:0) | Honduras | Estadio Nacional, San José                                  |                                                             |
|                     | Ulloa 55' · Monge 66' · Gobán 89' |           |          | Asistencia: 11555 espectadores Árbitro(s): Juan José Corado | Asistencia: 11555 espectadores Árbitro(s): Juan José Corado |

| 15 de marzo de 1961 | El Salvador                 | 2:0 (1:0) | Haití | Estadio Nacional, San José                                      |                                                                 |
|                     | C. Hernández 2' · Ruano 59' |           |       | Asistencia: 11555 espectadores Árbitro(s): Alberto Tejada Burga | Asistencia: 11555 espectadores Árbitro(s): Alberto Tejada Burga |

| 17 de marzo de 1961 | Costa Rica                                     | 4:0 (2:0) | El Salvador | Estadio Nacional, San José                                  |                                                             |
|                     | Rojas 6' · Quesada 39' · Ulloa 50' · Gámez 52' |           |             | Asistencia: 16035 espectadores Árbitro(s): Juan José Corado | Asistencia: 16035 espectadores Árbitro(s): Juan José Corado |

| 17 de marzo de 1961 | Honduras             | 2:0 (2:0) | Haití | Estadio Nacional, San José                                      |                                                                 |
|                     | Suazo 7' · Leaky 23' |           |       | Asistencia: 16035 espectadores Árbitro(s): Alberto Tejada Burga | Asistencia: 16035 espectadores Árbitro(s): Alberto Tejada Burga |

| 19 de marzo de 1961 | Costa Rica                                                                   | 8:0 (4:0) | Haití | Estadio Nacional, San José                                     |                                                                |
|                     | Monge 10', 37', 58', 89' · Ulloa 56' (pen.), 85' · Pearson 20' · Quesada 26' |           |       | Asistencia: 9200 espectadores Árbitro(s): Alberto Tejada Burga | Asistencia: 9200 espectadores Árbitro(s): Alberto Tejada Burga |

| 19 de marzo de 1961 | El Salvador                                  | 5:1 (1:1) | Honduras      | Estadio Nacional, San José                                |                                                           |
|                     | Merlos 30', 60' · Ruano 55' · Monge 71', 85' |           | Rodríguez 25' | Asistencia: 9200 espectadores Árbitro(s): Antoine Moscova | Asistencia: 9200 espectadores Árbitro(s): Antoine Moscova |

|                               |
| Bandera de Costa Rica         |
| Campeón Costa Rica 7.º título |

## Estadísticas

### Clasificación general
| Pos. | Selección             | Pts. | PJ | PG | PE | PP | GF | GC | Dif | Rend. |
| ---- | --------------------- | ---- | -- | -- | -- | -- | -- | -- | --- | ----- |
| 1    | Costa Rica            | 14   | 7  | 7  | 0  | 0  | 32 | 4  | 28  | 100%  |
| 2    | El Salvador           | 9    | 6  | 4  | 1  | 1  | 18 | 7  | 11  | 75%   |
| 3    | Honduras              | 6    | 6  | 3  | 0  | 3  | 13 | 11 | 2   | 50%   |
| 4    | Haití                 | 6    | 7  | 3  | 0  | 4  | 8  | 18 | -10 | 42.9% |
| 5    | Guatemala             | 4    | 4  | 2  | 0  | 2  | 7  | 7  | 0   | 50%   |
| 6    | Antillas Neerlandesas | 3    | 3  | 1  | 1  | 1  | 4  | 5  | -1  | 50%   |
| 7    | Panamá                | 2    | 4  | 1  | 0  | 3  | 3  | 11 | -8  | 33.3% |
| 8    | Cuba                  | 0    | 4  | 0  | 0  | 4  | 2  | 9  | -7  | 0%    |
| 9    | Nicaragua             | 0    | 3  | 0  | 0  | 3  | 3  | 18 | -15 | 0%    |

### Goleadores
| Jugador                | Selección             | Goles |
| ---------------------- | --------------------- | ----- |
| Juan Ulloa             | Costa Rica            | 10    |
| Jorge Monge            | Costa Rica            | 6     |
| Juan Francisco Barraza | El Salvador           | 5     |
| Rigoberto Rojas        | Costa Rica            | 5     |
| Lucien Pierre          | Haití                 | 5     |
| Mario Monge            | El Salvador           | 4     |
| Edwin Loran            | Antillas Neerlandesas | 4     |

## Equipo ideal
| Portero      | Defensores                                  | Mediocampistas              | Delanteros                                                                  |
| ------------ | ------------------------------------------- | --------------------------- | --------------------------------------------------------------------------- |
| Jorge Zavala | Álvaro Chaves Rodolfo Fuentes César Reynosa | Jorge Roldán Ronald Crispin | Lucien Pierre Juan Ulloa Jorge Monge Rigoberto Rojas Juan Francisco Barraza |